# Capodimonte (Laci)
Capodimonte és un comune (municipi) de la província de Viterbo, a la regió italiana del Laci, situat a uns 90 km al nord-oest de Roma i a uns 20 km al nord-oest de Viterbo.
Capodimonte està situat sobre un promontori que dona sobre el llac de Bolsena i limita amb els municipis següents: Bolsena, Gradoli, Latera, Marta, Montefiascone, Piansano, San Lorenzo Nuovo, Tuscània i Valentano.
L'any 2017 la seva població era de 1.713 habitants.